# Lagria vulnerata
Lagria vulnerata es una especie de escarabajo del género Lagria, familia Tenebrionidae, orden Coleoptera. Fue descrita científicamente por Fåhraeus en 1870.

## Descripción
Mide aproximadamente 11 milímetros de longitud.

## Distribución
Se distribuye por África.